# إلغ (برمجية)
إلغ (بالإنجليزية: Elgg)‏ هو نظام إدارة المحتوى مفتوح المصدر يمكن من إنشاء موقع شبكة اجتماعية على الأنترنت، ويوفر مجموعة من أدوات التدوين والتدوين المصغر ومشاركة الملفات وإنشاء صفحات شخصية للمستخدمين وتدبير مجموعات المستخدمين وتجميع البيانات، والعديد من الميزات الأخرى.

## التاريخ
تم إنشاء إلغ سنة 2004 من طرف داف توش، والذي كان حينها طالبا في السلك الثالث وبن ويردمولر، والذي كان مطور على شبكة الإنترنت كما شارك منذ عام 1995 في بناء وتنشيط المجتمعات على الإنترنت. اقترحت الإصدارات الأولى من البرنامج تطبيق مفهوم الشبكة الاجتماعية على التعليم على الأنترنت. وفي وقت لاحق، تم تأسيس شركة كورفريدر المحدودة لتطوير البرمجيات وتقديم خدمات أخرى ذات صلة بالبرنامج. أصبح إلغ منذ ذلك برنامجا متعددة الأغراض، والذي ينتجه فريق كبير من المطورين. وفي أبريل 2009، غادر ويردمولر المشروع.
في ديسمبر 2010، تم شراء إلغ من طرف شركة تيماتيك نيتوركس وتم نقل إلغ إلى مؤسسة إلغ غير الربحية. ·  · .
إلغ برنامج حر يمكن تنزيله واستخدامه بحرية. وقد تم إصداره تحت رخصة جنو العمومية، والتي نشرتها مؤسسة البرمجيات الحرة. ويعمل على الخوادم مثل لامب (لينكس، أباتشي، ماي إس كيو إل وبي إتش بي).
وتوجد منه أيضا نسخة رخصة إم إي تي.

## الإصدارات
ويتم تصنيف إصدارات إلغ بثلاثة أرقام (XYZ):
- الإصدارات الرئيسية يشار إليها بالعدد الأول (X).
- الإصدارات الثانوية والتي تتوافق مع التغيرات الوظيفية، وتتم الإشارة إليها بالرقم الثاني (Y).
- الرقم الأخير (Z) يرمز إلى تحديثات الأمان أو تغييرات صغيرة ("تصحيح خلل").

## مواقع تدعمها إلغ
وهنا لائحة لبعض المواقع التي يدعمها إلغ:
| - منظمة أوكسفام (Oxfam) - الكلية الملكية للمهندسين المعماريين البريطانيين (Royal College of British Architects) - الحكومة الأسترالية (Australian Government) - الحكومة البريطانية (British Government) - الحكومة الكندية الاتحادية (Federal Canadian Government) - ميتر (MITRE) - وزارة التربية والتعليم نيوزيلندا (New Zealand Ministry of Education) - ولاية أوهايو، الولايات المتحدة الأمريكية (State of Ohio, USA) | - البنك الدولي (The World Bank) - اليونسكو (UNESCO) - برنامج الأمم المتحدة الإنمائي (United Nations Development Programme) - التوظيف الكندية والاتحاد الهجرة (Canadian Employment and Immigration Union) - تايدز كندا (Tides Canada) - الفضاء (Aerospace) - ناسا (NASA) - إكسوكتيف لونج (The Executive Lounge) - هيدجهوغس.نيت (Hedgehogs.net) | - هيل ونولتون (Hill and Knowlton) - معهد التدريب التنفيذي (Institute of Executive Coaching) - ألعاب التفاعلية وجمعية ترفيه Interactive Games & Entertainment) Association) - العيش خارج هنا (Live Out There) - أنتلدورد (UnltdWorld) - ايلي للنشر (Wiley Publishing) - جامعة هارفارد مدرسة ملحقة (Harvard University Extension School) - مدرسة مقاطعة ساغوس (Saugus School District) | - جامعة ستانفورد (Stanford University) - مدرسة فكر العالمية (Think Global School) - جامعة برايتون (University of Brighton) - جامعة كالجاري، مركز بحوث الشبكة (University of Calgary, Grid Research Centre) - جامعة ليل 1 (Universite Lille 1) - جامعة نبراسكا لنكولن (University of Nebraska-Lincoln) - جامعة جونز هوبكنز (Johns Hopkins University) - جامعة ولاية أوريغون (Oregon State University) - مستشفى أورموند ستريت الكبير (Great Ormond Street Hospital) - جامعة فلوريدا (University of Florida) |

## روابط خارجية
- إلغ على موقع Open Hub (الإنجليزية)
- إلغ على موقع Free Software Directory (الإنجليزية)
- الموقع الرسمي
- الحمد لله